# Drillia kophameli
Drillia kophameli é uma espécie de gastrópode do gênero Drillia, pertencente a família Drilliidae.